# Lost Creek, West Virginia
Lost Creek är en ort i Harrison County i delstaten West Virginia, USA.